# Arrondissement de Cambrai
O distrito de Cambrai é um distrito (em francês arrondissement) de França, que se localiza no departamento de Norte (em francês Nord), da região de Nord-Pas-de-Calais. Conta com 7 cantões e 116 comunas.

## Divisão territorial

### Cantões
Os cantões do distrito de Cambrai são:
1. Cantão de Cambrai-Est
2. Cantão de Cambrai-Ouest
3. Cantão de Carnières
4. Cantão de Le Cateau-Cambrésis
5. Cantão de Clary
6. Cantão de Marcoing
7. Cantão de Solesmes

### Comunas
| 1. Abancourt (59001)                  | 2. Anneux (59010)                     | 3. Aubencheul-au-Bac (59023)        | 4. Avesnes-les-Aubert (59037)     |
| 5. Awoingt (59039)                    | 6. Banteux (59047)                    | 7. Bantigny (59048)                 | 8. Bantouzelle (59049)            |
| 9. Bazuel (59055)                     | 10. Beaumont-en-Cambrésis (59059)     | 11. Beaurain (59060)                | 12. Beauvois-en-Cambrésis (59063) |
| 13. Bermerain (59069)                 | 14. Bertry (59074)                    | 15. Blécourt (59085)                | 16. Boursies (59097)              |
| 17. Boussières-en-Cambrésis (59102)   | 18. Briastre (59108)                  | 19. Busigny (59118)                 | 20. Béthencourt (59075)           |
| 21. Bévillers (59081)                 | 22. Cagnoncles (59121)                | 23. Cambrai (59122)                 | 24. Cantaing-sur-Escaut (59125)   |
| 25. Capelle (59127)                   | 26. Carnières (59132)                 | 27. Le Cateau-Cambrésis (59136)     | 28. Catillon-sur-Sambre (59137)   |
| 29. Cattenières (59138)               | 30. Caudry (59139)                    | 31. Caullery (59140)                | 32. Cauroir (59141)               |
| 33. Clary (59149)                     | 34. Crèveceur-sur-l'Escaut (59161)    | 35. Cuvillers (59167)               | 36. Dehéries (59171)              |
| 37. Doignies (59176)                  | 38. Escarmain (59204)                 | 39. Escaudoeuvres (59206)           | 40. Esnes (59209)                 |
| 41. Estourmel (59213)                 | 42. Estrun (59219)                    | 43. Eswars (59216)                  | 44. Flesquières (59236)           |
| 45. Fontaine-Notre-Dame (59244)       | 46. Fontaine-au-Pire (59243)          | 47. Fressies (59255)                | 48. Gonnelieu (59267)             |
| 49. Gouzeaucourt (59269)              | 50. La Groise (59274)                 | 51. Haucourt-en-Cambrésis (59287)   | 52. Haussy (59289)                |
| 53. Haynecourt (59294)                | 54. Hem-Lenglet (59300)               | 55. Honnechy (59311)                | 56. Honnecourt-sur-Escaut (59312) |
| 57. Inchy (59321)                     | 58. Iwuy (59322)                      | 59. Lesdain (59341)                 | 60. Ligny-en-Cambrésis (59349)    |
| 61. Malincourt (59372)                | 62. Marcoing (59377)                  | 63. Maretz (59382)                  | 64. Masnières (59389)             |
| 65. Maurois (59394)                   | 66. Mazinghien (59395)                | 67. Moeuvres (59405)                | 68. Montay (59412)                |
| 69. Montigny-en-Cambrésis (59413)     | 70. Montrécourt (59415)               | 71. Naves (59422)                   | 72. Neuville-Saint-Rémy (59428)   |
| 73. Neuvilly (59430)                  | 74. Niergnies (59432)                 | 75. Noyelles-sur-Escaut (59438)     | 76. Ors (59450)                   |
| 77. Paillencourt (59455)              | 78. Pommereuil (59465)                | 79. Proville (59476)                | 80. Quiévy (59485)                |
| 81. Raillencourt-Sainte-Olle (59488)  | 82. Ramillies (59492)                 | 83. Rejet-de-Beaulieu (59496)       | 84. Reumont (59498)               |
| 85. Ribécourt-la-Tour (59500)         | 86. Rieux-en-Cambrésis (59502)        | 87. Romeries (59506)                | 88. Les Rues-des-Vignes (59517)   |
| 89. Rumilly-en-Cambrésis (59520)      | 90. Sailly-lez-Cambrai (59521)        | 91. Saint-Aubert (59528)            | 92. Saint-Benin (59531)           |
| 93. Saint-Hilaire-lez-Cambrai (59533) | 94. Saint-Martin-sur-Écaillon (59537) | 95. Saint-Python (59541)            | 96. Saint-Souplet (59545)         |
| 97. Saint-Vaast-en-Cambrésis (59547)  | 98. Sancourt (59552)                  | 99. Saulzoir (59558)                | 100. Solesmes (59571)             |
| 101. Sommaing (59575)                 | 102. Séranvillers-Forenville (59567)  | 103. Thun-Saint-Martin (59595)      | 104. Thun-l'Évêque (59593)        |
| 105. Tilloy-lez-Cambrai (59597)       | 106. Troisvilles (59604)              | 107. Vendegies-sur-Écaillon (59608) | 108. Vertain (59612)              |
| 109. Viesly (59614)                   | 110. Villers-Guislain (59623)         | 111. Villers-Outréaux (59624)       | 112. Villers-Plouich (59625)      |
| 113. Villers-en-Cauchies (59622)      | 114. Walincourt-Selvigny (59631)      | 115. Wambaix (59635)                | 116. Élincourt (59191)            |